# Tiandu Cheng
Tiandu Cheng (chinois : 广厦天都城 ; pinyin : guǎngshà tiāndū chéng) est une reproduction partielle et réinterprétée d'un quartier haussmannien parisien dans la ville de Hangzhou en République populaire de Chine, contenant notamment une reproduction de la Tour Eiffel, de Montmartre et des monuments inspirés des Tuileries ou de Versailles. 
Construite par la compagnie Zhongguo Dasha en 2007, la ville est grande comme la ville de Bastia (1 900 ha). Le montant des loyers sont de 100 à 150 € par mois pour un trois pièces (salon, chambre parentale, chambre de l'enfant). À titre de comparaison, un studio dans la zone centrale de Pékin peut monter jusqu'à 500 € . Peuplée d'environ 2 000 habitants en 2013, ce Petit Paris pourrait avoir l'image d'une ville fantôme au vu de l'objectif de 10 000 habitants qui est alors un échec, mais ce quartier reste, en 2015 assez peuplé en considération des tours de 20 étages vides environnantes. Le quartier reste un lieu de vie paisible et où de nombreux couples de futurs mariés ne pouvant voyager en Europe viennent se prendre en photo.
En août 2018, la population a triplé par rapport à 2014, pour atteindre 30 000 personnes.
La ville est largement exploitée comme lieu de tournage dans un clip réalisé sans trucage d'un titre de Jamie xx (Gosh) réalisé par Romain Gavras avec 400 acteurs.